# St. John's SC
El St. John's SC es un equipo de fútbol de Granada que juega la Liga de fútbol de Granada, la primera división en el país.

## Historia
Fue fundado en el año de 1926 en la ciudad de Gouyave.
En la temporada 2018-19 logró un subcampeonato, solo a 2 puntos del campeonato contra el Paradise FC.

## Estadio
Actualmente juega en el Cuthbert Paters Park con la capacidad de 1000.